# 二条道良
二条 道良（にじょう みちなが）は、鎌倉時代中期の公卿。関白・二条良実の長男。官位は従一位・左大臣。

## 来歴
寛元元年（1243年）元服して正五位下となったのち、同年のうちに正三位右中将となり、公卿に列した。翌寛元2年（1244年）には従二位権中納言、寛元4年（1246年）正二位左大将。建長2年（1250年）内大臣。建長4年（1252年）には7月に右大臣、11月に左大臣となり、正嘉元年（1257年）に従一位となった。正元元年（1259年）11月8日に出家、同日中に二条富小路殿で薨去、享年26。

## 系譜
- 父：二条良実
- 母：四条灑子 - 四条隆衡の娘
- 妻：藤原為子 - 藤原為家の娘
  - 女子：九条忠教室
- 生母不明の子女
  - 男子：良豪 - 僧都
  - 女子：禎子[2] - 二条兼基室、従一位